# Luachimo
Luachimo är ett vattendrag i norra Angola och södra Kongo-Kinshasa, ett biflöde till Kasaï.